# Acsalag
Acsalag [ačalag] (chorvatsky Ačologa) je obec v Maďarsku v župě Győr-Moson-Sopron, spadající pod okres Csorna. Nachází se asi 8 km severozápadně od Csorny. V roce 2015 zde žilo 493 obyvatel, z nichž jsou 98,6 % Maďaři a 0,6 % Němci.
V blízkosti Acsalagu prochází řeka Rábca. Sousedními vesnicemi jsou Bősárkány, Maglóca a Osli.